# Pomatocalpa
Pomatocalpa é um género botânico pertencente à família das orquídeas (Orchidaceae).